# マイケル・スチュワート
マイケル・スチュワート（Michael Curtis "Yogi" Stewart, 1975年4月24日 - ）は、フランスのキュクで生まれたアメリカ合衆国のバスケットボール選手。身長208cm。体重104.3kg。ポジションはセンター。

## 経歴
カリフォルニア大学バークレー校を卒業した後NBAドラフトでは指名されず、1997年9月にサクラメント・キングスとフリーエージェントとして契約しNBA入りした。ルーキーシーズンは81試合中37試合に先発で出場し、1998年1月6日に9ブロック、1月12日に19リバウンドを記録するなど、守備型のインサイドプレイヤーとして活躍した。1試合平均の成績は4.6得点、6.6リバウンド、2.4ブロックだった。
その後のスチュワートは、センターの控えとしても出場時間が得られずベンチを温める日が続いた。
フリーエージェントとなった彼は、1999年1月21日、トロント・ラプターズと契約を結んだ。2001-2002シーズンは怪我のため59試合を欠場した。2002-03シーズン前にラモンド・マレーとの交換でドラフト1巡指名権とともにクリーブランド・キャバリアーズへトレードされた。2003年12月にはリッキー・デイビスらと共にボストン・セルティックスへ、2005年2月にはゲイリー・ペイトンらと共にアトランタ・ホークスへ移籍した。
2005-06シーズン以降はNBAでプレイしておらず、2006年2月にスペイン2部リーグのシウダード・ウエルバと契約した。

## その他
- ニックネームの「Yogi」は、子供の頃ハンナ・バーベラ・プロダクションの「Yogi Bear」(クマゴロー)が好きだったことから付けられた。